# 고토 다쿠마
고토 다쿠마(일본어: 後藤 卓磨, 1997년 7월 16일~)는 일본의 축구 선수이다.

## 구단 경력
그는 2020년 일본 지역 리그의 FC 도쿠시마에 입단했다. 2021년 J3리그의 가마타마레 사누키로 이적했다. 2023년까지 64경기에 출전하여, 3득점을 넣었다. 2024년 일본 풋볼 리그의 FC 티아모 히라카타로 이적했다.